# NGC 2302
NGC 2302 је расејано звездано јато у сазвежђу Једнорог које се налази на NGC листи објеката дубоког неба.
Деклинација објекта је - 7° 5' 4" а ректасцензија 6h 51m 56,6s. Привидна величина (магнитуда) објекта NGC 2302 износи 8,9 а фотографска магнитуда 9,1. NGC 2302 је још познат и под ознакама NGC 2299, OCL 554.